# Odoriba
Odoriba (踊場駅?, Odoriba-eki) è una stazione della metropolitana di Yokohama che si trova nel quartiere di Izumi-ku, a Yokohama, ed è servita dalla linea blu.

## Linee
Metropolitana di Yokohama
 Linea blu (linea 4)

## Struttura
La stazione è realizzata in sotterranea, e dispone di una banchina a isola con due binari passanti, protetti da porte di banchina a mezza altezza.
| 1 | Linea blu |  | per Shōnandai                       |
| 2 | Linea blu |  | per Yokohama, Center-Kita e Azamino |

## Stazioni adiacenti
| «         | Servizio  | »         |
| Linea Blu | Linea Blu | Linea Blu |
| --------- | --------- | --------- |
| Totsuka   | -         | Nakada    |